# Sikfiskar
Sikfiskar (Coregonidae) är en familj av fiskar. Sikfiskar ingår i ordningen laxartade fiskar, klassen strålfeniga fiskar, fylumet ryggsträngsdjur och riket djur.
Familjen innehåller bara släktet Coregonus.